# Herrania tomentella
Herrania tomentella är en malvaväxtart som beskrevs av Richard Evans Schultes. Herrania tomentella ingår i släktet Herrania och familjen malvaväxter. Inga underarter finns listade i Catalogue of Life.